# Economia mixta
L'Economia mixta és un sistema econòmic el qual la seva organització està dividida entre el sector públic i el sector privat. Per tant, el repartiment de recursos es realitza entre ambdós sectors. L'economia mixta és una barreja entre dos sistemes econòmics: el de l'economia de mercat i l'economia planificada.
En aquest sistema, la gestió i administració dels béns és compartida entre el sector privat, en gran part, però al mateix temps, l'Estat intervé per evitar possibles fallides del mercat.
Una economia mixta accepta tant empreses privades com serveis governamentals nacionalitzats, com ara serveis públics, seguretat, militar, benestar i educació. Una economia mixta també promou alguna forma de regulació per protegir el públic, el medi ambient o els interessos de l'estat.
Això contrasta amb una economia capitalista de laissez faire que pretén abolir o privatitzar la majoria dels serveis governamentals alhora que vol desregular l'economia, i una economia de planificació totalment centralitzada que pretén nacionalitzar la majoria dels serveis com a l'inici de la Unió Soviètica.
Alguns exemples de filosofies polítiques que donen suport a les economies mixtes inclouen el keynesianisme, el liberalisme social, el capitalisme d'estat, el feixisme, la socialdemocràcia, el model nòrdic i l'economia de mercat socialista de la Xina.
Una economia mixta també es pot definir com un sistema econòmic que combina elements d'una economia de mercat amb elements d'una economia planificada, mercats amb intervencionisme estatal o empresa privada amb empresa pública. Comú a totes les economies mixtes és una combinació de principis de lliure mercat i principis del socialisme. Tot i que no hi ha una definició única d'economia mixta, una definició tracta d'una barreja de mercats amb intervencionisme estatal, referint-se específicament a una economia de mercat capitalista amb una forta supervisió regulatòria i intervencions àmplies en els mercats. Un altre és el de la col·laboració activa de les visions capitalistes i socialistes. No obstant això, una altra definició és de naturalesa apolítica i es refereix estrictament a una economia que conté una barreja d'empresa privada amb empresa pública. Alternativament, una economia mixta pot referir-se a una fase de transició reformista a una economia socialista que permet un paper substancial per a l'empresa privada i la contractació dins d'un marc econòmic dominant de propietat pública. Això es pot estendre a una economia planificada de tipus soviètic que s'ha reformat per incorporar un paper més important per als mercats en l'assignació de factors de producció.
La idea darrere d'una economia mixta, tal com defensaven John Maynard Keynes i d'altres, no era abandonar el mode de producció capitalista sinó mantenir el predomini de la propietat privada i el control dels mitjans de producció, amb l'empresa amb la recerca de beneficis i l'acumulació. del capital com a motor fonamental. La diferència d'un sistema capitalista de laissez-faire és que els mercats estan subjectes a diferents graus de control regulador i els governs exerceixen una influència macroeconòmica indirecta a través de polítiques fiscals i monetàries amb l'objectiu de contrarestar la història del capitalisme de cicles d'auge i caiguda, atur i desigualtat econòmica. En aquest marc, el govern ofereix diferents graus d'utilitats públiques i serveis essencials, amb l'activitat estatal que proporciona béns públics i requisits cívics universals, com ara l'educació, la sanitat, la infraestructura física i la gestió de terrenys públics. Això contrasta amb el capitalisme de laissez-faire, on l'activitat de l'estat es limita a mantenir l'ordre i la seguretat, proporcionar béns i serveis públics, així com el marc legal per a la protecció dels drets de propietat i l'execució dels contractes.
Sobre els models econòmics d'Europa occidental defensats pels conservadors (demòcrates cristians), liberals (socialliberals) i socialistes (socialdemòcrates: la socialdemocràcia es va crear com una combinació de socialisme i democràcia liberal com a part del consens de la postguerra, una economia mixta és a la pràctica una forma de capitalisme on la majoria de les indústries són de propietat privada però hi ha una sèrie de serveis públics i serveis essencials de propietat pública, normalment al voltant del 15 al 20 per cent. En l'època de postguerra, la socialdemocràcia d'Europa occidental es va associar a aquest model econòmic. Com a ideal econòmic, les economies mixtes estan recolzades per persones de diverses conviccions polítiques, en particular els socialdemòcrates. L'estat del benestar capitalista contemporani ha estat descrit com un tipus d'economia mixta en el sentit d'intervencionisme estatal, en oposició a una barreja de planificació i mercats, ja que la planificació econòmica no era una característica o component clau de l'estat del benestar.

## Visió general
El terme economia mixta es va començar a utilitzar cap a mitjans del segle xx, tot i això, anteriorment ja s'havia utilitzar en arribar a la conclusió de que la intervenció de l'Estat era necessària per a mantenir un benestar.
Tot i que no hi ha una definició única d'economia mixta, generalment hi ha dues definicions principals, una política i l'altra apolítica. La definició política d'economia mixta fa referència al grau d'intervencionisme de l'estat en una economia de mercat, representant l'estat com una invasió del mercat sota el supòsit que el mercat és el mecanisme natural per assignar recursos. La definició política es limita a les economies capitalistes i impedeix una extensió als sistemes no capitalistes, i pretén mesurar el grau d'influència de l'estat a través de les polítiques públiques en el mercat.
La definició apolítica es refereix als patrons de propietat i gestió d'empreses econòmiques en una economia, fent referència estrictament a una barreja de propietat pública i privada d'empreses en l'economia i no es preocupa per les formes polítiques i les polítiques públiques. Alternativament, es refereix a una barreja de planificació econòmica i mercats per a l'assignació de recursos.

### Història
El terme economia mixta va sorgir en el context del debat polític al Regne Unit durant la postguerra, encara que el conjunt de polítiques associades posteriorment al terme s'havia defensat almenys des dels anys trenta. Les economies mixtes més antigues documentades en el registre històric es troben ja al IV mil·lenni aC a la civilització mesopotàmica antiga a ciutats-estat com Uruk i Ebla. Les economies de les ciutats-estat de la Grècia antiga també es poden caracteritzar millor com a economies mixtes. També és possible que les ciutats-estat fenicies depenguessin d'economies mixtes per gestionar el comerç. Abans de ser conquerida per la República Romana, la civilització etrusca es va dedicar a una "forta economia mixta". En general, les ciutats de l'Antic Mediterrani en regions com el nord d'Àfrica, Ibèria i el sud de França, entre d'altres, practicaven alguna forma d'economia mixta. Segons els historiadors Michael Rostovtzeff i Pierre Lévêque, les economies de l'Antic Egipte, la Mesoamericana precolombina, l'Antic Perú, l'Antiga Xina i l'Imperi Romà després de Dioclecià tenien totes les característiques bàsiques de les economies mixtes. Després del col·lapse de l'Imperi Romà d'Occident, l'Imperi Romà d'Orient a la seva part oriental va continuar tenint una economia mixta fins a la seva destrucció per l'Imperi Otomà.
Les societats islàmiques medievals van extreure la seva base material primària de les economies mixtes clàssiques mediterrànies que les van precedir, i les economies dels imperis islàmics com el califat abbàssida van tractar els seus sectors capitalistes emergents i destacats o les economies de mercat mitjançant la regulació per via estatal, social, o institucions religioses. A causa de les poblacions baixes i difuses i del comerç desconnectat, les economies d'Europa no podrien haver donat suport als estats centralitzats o les economies mixtes i, en canvi, va predominar un feudalisme principalment agrari durant els segles posteriors al col·lapse de Roma. Amb la recuperació de les poblacions i l'auge de les comunas medievals a partir del segle xi, el poder econòmic i polític es tornà a centralitzar. Segons Murray Bookchin, les economies mixtes, que havien crescut a partir de les comunes medievals, estaven començant a emergir a Europa al segle XV a mesura que el feudalisme va decaure. A la França del segle xvii, Jean-Baptiste Colbert com a ministre de finances de Lluís XIV va intentar instituir una economia mixta a escala nacional.
El sistema nord-americà proposat inicialment pel primer secretari del Tresor dels Estats Units, Alexander Hamilton, i recolzat per líders nord-americans posteriors com Henry Clay, John C Calhoun i Daniel Webster, mostrava els trets d'una economia mixta que combina proteccionisme i laissez-faire, i la despesa en infraestructura. Després de 1851, Napoleó III va iniciar el procés de substitució de l'antiga economia agrícola de França per una de mixta i centrada en la industrialització. El 1914 i l'inici de la Primera Guerra Mundial, Alemanya havia desenvolupat una economia mixta amb la copropietat del govern de la infraestructura i la indústria juntament amb un sistema integral de benestar social. Després de la caiguda de les accions de 1929 i la posterior Gran Depressió va llançar gran part de l'economia global a un greu declivi econòmic, economistes britànics com John Maynard Keynes van començar a defensar les teories econòmiques que argumentaven més intervenció del govern en l'economia. Harold Macmillan, un polític britànic del Partit Conservador, també va començar a defensar una economia mixta en els seus llibres Reconstruction (1933) i The Middle Way (1938). Entre els partidaris de l'economia mixta hi havia R. H. Tawney, Anthony Crosland i Andrew Shonfield, que estaven associats principalment amb el Partit Laborista al Regne Unit. Durant el període de postguerra i coincidint amb l'Edat d'Or del Capitalisme, hi va haver un rebuig general a tot el món de l'economia del laissez-faire, ja que els països capitalistes van adoptar economies mixtes basades en la planificació econòmica, la intervenció i el benestar.

## Filosofia política
En el sentit apolític, el terme economia mixta s'utilitza per descriure sistemes econòmics que combinen diversos elements d'economies de mercat i economies planificades. Com que la majoria de les ideologies politicoeconòmiques es defineixen en un sentit idealitzat, el que es descriu rarament -si mai- existeix a la pràctica. La majoria no consideraria poc raonable titllar una economia que, tot i no ser una representació perfecta, s'assembla molt a un ideal aplicant la rúbrica que denomina aquest ideal. Quan un sistema en qüestió divergeix en gran manera d'un model econòmic o ideologia idealitzada, la tasca d'identificar-lo pot esdevenir problemàtica i es quan es va encunyar el terme economia mixta. Com que és poc probable que una economia contingui una barreja perfectament uniforme, les economies mixtes solen tenir una inclinació cap a la propietat privada o la propietat pública, cap al capitalisme o el socialisme, o cap a una economia de mercat o una economia de comandament en diferents graus.

### Docència social catòlica
L'autor jesuïta David Hollenbach ha argumentat que l'ensenyament social catòlic demana una "nova forma" d'economia mixta. Es refereix a la declaració del papa Pius XI que el govern "ha de proporcionar ajuda als membres del cos social, però mai no els destrueix ni absorbeix". Hollenbach escriu que una economia mixta socialment justa implica el treball, la direcció i l'estat treballant junts a través d'un sistema pluralista que distribueix àmpliament el poder econòmic. El papa Francesc ha criticat el neoliberalisme al llarg del seu papat i ha encoratjat els programes de benestar estatal per "la redistribució de la riquesa, vetllant per la dignitat dels més pobres que s'arrisquen a acabar sempre aixafats pels poderosos". A Evangelii gaudium afirma: "Hi ha qui segueix defensant teories de goteig que suposen que el creixement econòmic, impulsat per un mercat lliure, aconseguirà inevitablement aconseguir una major justícia i inclusió al món. Aquesta opinió, que mai ha estat confirmat pels fets, expressa una confiança crua i ingènua en la bondat dels qui exerceixen el poder econòmic i en el funcionament sacralitzat del sistema econòmic imperant. Mentrestant, els exclosos encara estan esperant."
L'ensenyament social catòlic s'oposa tant al capitalisme no regulat com al socialisme d'estat. Els estudiosos posteriors han assenyalat que concebre la subsidiarietat com un "exercici polític de dalt a baix impulsat pel govern" requereix una lectura selectiva de les encícliques dels anys seixanta. Una lectura més completa de l'ensenyament social catòlic suggereix una conceptualització de la subsidiarietat com un "concepte de baix a dalt" que està "arrelat en el reconeixement d'una humanitat comuna, no en l'equivalent polític de l'obligació noble".

### Feixisme
Tot i que el feixisme és principalment una ideologia política que subratlla la importància de les qüestions culturals i socials per sobre de l'economia, en general dona suport a una economia mixta àmpliament capitalista. Dona suport a l'intervencionisme estatal en els mercats i l'empresa privada, juntament amb un marc corporativista feixista, conegut com una tercera posició que aparentment pretén ser un punt mitjà entre el socialisme i el capitalisme mitjançant la mediació de disputes laborals i empresarials per promoure la unitat nacional. Els règims feixistes del segle XX a Itàlia i Alemanya van adoptar grans programes d'obres públiques per estimular les seves economies i l'intervencionisme estatal en economies majoritàriament dominades pel sector privat per promoure el rearmament i els interessos nacionals. Durant la Segona Guerra Mundial, Alemanya va implementar una economia de guerra que combinava un mercat lliure amb una planificació central. El govern nazi va col·laborar amb els principals interessos empresarials alemanys, que van donar suport a l'esforç de guerra a canvi de contractes avantatjoses, subvencions, la supressió dels sindicats i la concessió de càrtels i monopolis. Els estudiosos han fet paral·lelismes entre el New Deal americà i els programes d'obres públiques promoguts pel feixisme, argumentant que el feixisme també va sorgir en resposta a l'amenaça de la revolució socialista i tenia com a objectiu "salvar el capitalisme" i la propietat privada.

### Socialisme
Les economies mixtes enteses com una barreja d'empreses de propietat social i privades han estat predites i defensades per diversos socialistes com una forma de transició necessària entre el capitalisme i el socialisme. A més, diverses propostes de sistemes socialistes demanen una barreja de diferents formes de propietat empresarial, inclòs un paper per a l'empresa privada. Per exemple, la concepció d'Alexander Nove del socialisme factible perfila un sistema econòmic basat en una combinació d'empreses estatals per a grans indústries, cooperatives de treballadors i de consum, empreses privades per a operacions a petita escala i empreses de propietat individual. El teòric socialdemòcrata Eduard Bernstein va defensar una forma d'economia mixta, creient que un sistema mixt d'empreses de propietat estatal, cooperatives i empreses privades seria necessari durant un llarg període abans que el capitalisme evolucionés per si mateix cap al socialisme.
Després de la Guerra Civil Russa, Vladimir Lenin va adoptar la Nova Política Econòmica a la Unió Soviètica; la introducció d'una economia mixta que serveixi d'expedient temporal per a la reconstrucció de la nació. La política va alleujar les restriccions del comunisme de guerra i va permetre el retorn dels mercats, on els particulars podien administrar petites i mitjanes empreses, mentre que l'estat controlaria les grans indústries, els bancs i el comerç exterior. La República Socialista del Vietnam descriu la seva economia com una economia de mercat d'orientació socialista que consisteix en una barreja d'empresa pública, privada i cooperativa: una economia mixta orientada al desenvolupament a llarg termini d'una economia socialista. La República Popular de la Xina va adoptar una economia de mercat socialista, que representa una primera etapa del desenvolupament socialista segons el Partit Comunista de la Xina (PCC). El PCC adopta la posició marxista-leninista que un sistema econòmic que conté diverses formes de propietat —però amb el sector públic jugant un paper decisiu - és una característica necessària d'una economia en l'etapa preliminar del desenvolupament del socialisme.
A l'inici de la postguerra a l'Europa occidental, els partits socialdemòcrates van rebutjar el model polític i econòmic estalinista aleshores vigent a la Unió Soviètica, comprometent-se o bé a un camí alternatiu al socialisme o a un compromís entre capitalisme i socialisme. En aquest període, els socialdemòcrates van adoptar una economia mixta basada en el predomini de la propietat privada i una minoria d'utilitats essencials i serveis públics de titularitat pública. Com a resultat, la socialdemocràcia es va associar amb l'economia keynesiana, l'intervencionisme estatal i l'estat del benestar. Els governs socialdemòcrates a la pràctica mantenen en gran manera el mode de producció capitalista (factors de mercat, propietat privada i treball assalariat) sota una economia mixta, i es comprometen a reformar el capitalisme i fer la societat més igualitària i democràtica.

## Tipologies

### Mix de lliure mercat i intervenció estatal
Aquest significat d'economia mixta fa referència a una combinació de forces de mercat amb intervenció de l'estat en forma de regulacions, polítiques macroeconòmiques i intervencions de benestar social destinades a millorar els resultats del mercat. Com a tal, aquest tipus d'economia mixta s'emmarca en el marc d'una economia de mercat capitalista, amb intervencions macroeconòmiques destinades a promoure l'estabilitat del capitalisme. Altres exemples d'activitat governamental comuna en aquesta forma d'economia mixta inclouen la protecció del medi ambient, el manteniment dels estàndards d'ocupació, un sistema de benestar estandarditzat i la competència econòmica amb les lleis antimonopoli. La majoria de les economies contemporànies orientades al mercat entren en aquesta categoria, inclosa l'economia dels Estats Units. El terme també s'utilitza per descriure les economies dels països que presenten extensos estats del benestar, com el model nòrdic practicat pels països nòrdics, que combinen mercats lliures amb un extens estat del benestar.
L'escola americana és la filosofia econòmica que va dominar les polítiques nacionals dels Estats Units des de l'època de la guerra civil nord-americana fins a mitjans del segle xx. Consistia en tres iniciatives polítiques bàsiques: protegir la indústria mitjançant aranzels elevats (1861–1932; canvi a subsidis i reciprocitat des de 1932 fins a la dècada de 1970), inversió governamental en infraestructures mitjançant millores internes i un banc nacional per promoure el creixement de les empreses productives. Durant aquest període, els Estats Units es van convertir en l'economia més gran del món, superant el Regne Unit el 1880. L'economia social de mercat és la política econòmica de l'Alemanya moderna que dirigeix un camí intermedi entre els objectius de la socialdemocràcia i el capitalisme en el marc d'una economia de mercat privada i té com a objectiu mantenir un equilibri entre un ritme elevat de creixement econòmic, una inflació baixa, baixos nivells d'atur, bones condicions laborals i benestar públic i serveis públics mitjançant la intervenció de l'estat. Sota la seva influència, Alemanya va sortir de la desolació i la derrota per convertir-se en un gegant industrial dins de la Unió Europea.

### Mix d'empresa privada i pública
Aquest tipus d'economia mixta fa referència específicament a una barreja de propietat privada i pública de la indústria i dels mitjans de producció. Com a tal, de vegades es descriu com un "camí mitjà" o estat de transició entre el capitalisme i el socialisme, però també pot referir-se a una barreja de capitalisme d'estat amb capitalisme privat. Alguns exemples inclouen les economies de la Xina, Noruega, Singapur i Vietnam, totes elles amb grans sectors empresarials de propietat estatal que operen al costat de grans sectors privats. L'economia francesa va comptar amb un gran sector estatal des de 1945 fins a 1986, barrejant una quantitat substancial d'empreses de propietat estatal i empreses nacionalitzades amb empreses privades.
Després de les reformes econòmiques xineses iniciades l'any 1978, l'economia xinesa ha reformat les seves empreses estatals i ha donat més marge a les empreses privades per operar juntament amb els sectors estatal i col·lectiu. A la dècada de 1990, el govern central va concentrar la seva propietat en sectors estratègics de l'economia, però les empreses estatals a nivell local i provincial continuen operant en gairebé totes les indústries, com ara la tecnologia de la informació, l'automòbil, la maquinària i l'hostaleria. L'última ronda de reforma de les empreses estatals iniciada el 2013 va destacar l'augment dels pagaments de dividends de les empreses estatals al govern central i la reforma de la propietat mixta que inclou una inversió privada parcial en empreses estatals. Com a resultat, moltes empreses nominalment del sector privat són parcialment propietat de l'estat per diversos nivells de govern i inversors institucionals estatals, i moltes empreses estatals són parcialment de propietat privada, donant lloc a una economia de propietat mixta.

### Mix de mercats i planificació econòmica
Aquest tipus d'economia mixta fa referència a una combinació de planificació econòmica amb el lliure comerç per guiar la producció en una economia i pot coincidir amb una barreja d'empresa privada i pública. Pot incloure economies capitalistes amb polítiques de planificació macroeconòmica indicatives i economies planificades socialistes que van introduir forces de mercat a les seves economies, com en el comunisme de Goulash d'Hongria, que va inaugurar les reformes del Nou Mecanisme Econòmic el 1968 que van introduir processos de mercat a la seva economia planificada. Sota aquest sistema, les empreses encara eren de propietat pública, però no estan subjectes a objectius de producció física i quotes de producció especificades per un pla nacional. Les empreses estaven adscrites als ministeris estatals que tenien competència per fusionar-les, dissoldre-les i reorganitzar-les i que establien el sector operatiu de l'empresa. Les empreses van haver d'adquirir els seus inputs i vendre els seus productes als mercats, i finalment es van erosionar l'economia planificada a l'estil soviètic. Dirigisme va ser una política econòmica iniciada sota Charles de Gaulle a França, designant una economia on el govern exerceix una forta influència directiva mitjançant una planificació indicativa. En el període del dirigisme, l'estat francès va utilitzar una planificació econòmica indicativa per complementar les forces de mercat per guiar la seva economia de mercat. Implicava el control estatal d'indústries com el transport, l'energia i les infraestructures de telecomunicacions, així com diversos incentius perquè les corporacions privades es fusionessin o participessin en determinats projectes. Sota la seva influència, França va experimentar el que s'anomena trenta anys gloriosos de profund creixement econòmic.
Les propostes del Green New Deal (GND) demanen reformes socials i econòmiques per abordar el canvi climàtic i la desigualtat econòmica utilitzant la planificació econòmica amb les forces del mercat per guiar la producció. Les reformes impliquen l'eliminació progressiva dels combustibles fòssils mitjançant la implementació d'un preu de carboni i regulacions d'emissions, alhora que augmenta la despesa estatal en energies renovables. A més, demana una major despesa social, habitatge públic i seguretat laboral. Les propostes de GND pretenen mantenir el capitalisme però impliquen una planificació econòmica per reduir les emissions de carboni i la desigualtat mitjançant l'augment dels impostos, la despesa social i la propietat estatal de serveis essencials com la xarxa elèctrica.
Dins del discurs polític, les economies mixtes estan recolzades per persones de diverses inclinacions polítiques, especialment el centreesquerra i el centredreta. El debat regna sobre els nivells adequats de propietat privada i pública, capitalisme i socialisme i planificació governamental dins d'una economia. El centreesquerra acostuma a donar suport als mercats, però defensa un major grau de regulació, propietat pública i planificació dins d'una economia. El centredreta generalment accepta un cert nivell de propietat pública i d'intervenció governamental, però defensa una menor regulació governamental i una major privatització. El 2010, l'economista australià John Quiggin va escriure: "L'experiència del segle XX suggereix que una economia mixta superarà tant la planificació central com el laissez-faire. La veritable qüestió per als debats polítics és determinar la combinació adequada i la manera com la els sectors públic i privat haurien d'interaccionar."

## Crítica
Nombrosos economistes han qüestionat la validesa de tot el concepte d'economia mixta quan s'entén com una barreja de capitalisme i socialisme. Els crítics que argumenten que el capitalisme i el socialisme no poden coexistir creuen que la lògica del mercat o la planificació econòmica han de prevaler dins d'una economia.
A la obra Human Action: A Treatise on Economics, Ludwig von Mises va argumentar que no hi pot haver cap barreja de capitalisme i socialisme. Mises va aprofundir en aquest punt afirmant que fins i tot si una economia de mercat contingués nombroses empreses estatals o nacionalitzades, això no faria que l'economia fos mixta perquè l'existència d'aquestes organitzacions no altera les característiques fonamentals de l'economia de mercat. Aquestes empreses de propietat pública encara estarien subjectes a la sobirania del mercat, ja que haurien d'adquirir béns de capital a través dels mercats, esforçar-se per maximitzar els beneficis, o si més no intentar minimitzar els costos, i utilitzar la comptabilitat monetària per al càlcul econòmic. Friedrich von Hayek i Mises van argumentar que no hi pot haver un terme mitjà durador entre la planificació econòmica i una economia de mercat, i qualsevol moviment en la direcció de la planificació socialista és un moviment no intencionat cap al que Hilaire Belloc va anomenar "l'estat servil".
Els teòrics marxistes clàssics i ortodoxos també disputen la viabilitat d'una economia mixta com a punt mitjà entre el socialisme i el capitalisme. Independentment de la propietat de l'empresa, la llei capitalista del valor i l'acumulació de capital impulsen l'economia o la planificació conscient i les formes de valoració no monetàries, com el càlcul en espècie, en última instància, impulsen l'economia. A partir de la Gran Depressió, les economies mixtes existents al món occidental encara són funcionalment capitalistes perquè el sistema econòmic es manté basat en la competència i la producció de beneficis.

## Intervenció de l'Estat
En l'economia mixta l'Estat participa per evitar una fallida del mercat. Per tal d'aconseguir el seu objectiu; aquest realitza les següents funcions:
- Regulació → l'Estat intervé per evitar una fallida de mercat i regula els béns per procurar una bona administració.
- Distribució de la renda → l'Estat s'encarrega de distribuir el capital per a una distribució més equitativa.
- Marc jurídic → l'Estat s'encarrega de dictar i redactar lleis per a afavorir el funcionament del sistema.
- Producció de béns i serveis → l'Estat s'encarrega de crear béns i serveis públics per a la població els quals es consideren necessaris i mínims per a una vida digna.

## Territoris aplicant aquest sistema
Actualment, no es pot dir que hi hagi un sistema econòmic totalment pur i definit. Per aquesta raó, l'economia mixta es podria considerar com al sistema més present en el món i pràcticament la majoria de països apliquen aquesta barreja entre l'economia de mercat i la planificada.